# Зобы (Тверская область)
Зобы — деревня в Бежецком районе Тверской области, административный центр Зобинского сельского поселения.

## География
Деревня находится в 4 км на юг от районного центра Бежецка.

## История
В конце XIX — начале XX века деревня входила в состав Княжевской волости Бежецкого уезда Тверской губернии.
С 1929 года деревня входила в состав Княжевского сельсовета Бежецкого района Бежецкого округа Московской области, с 1935 года — в составе Калининской области, с 1978 года — центр Зобинского сельсовета, с 2005 года — центр Зобинского сельского поселения.

## Население
| 1859 | 1887 | 1919 | 1997 | 2008 | 2010 |
| ---- | ---- | ---- | ---- | ---- | ---- |
| 142  | ↗146 | ↗156 | ↗422 | ↘391 | ↗404 |

## Инфраструктура
В деревне имеются основная общеобразовательная школа, дом культуры, отделение почтовой связи.